# Інтерпретована мова програмування
Інтерпретована мова програмування — мова програмування, в якій початковий код програми не перетворюється попередньо повністю у машинний код для виконання, як у компільованих мовах, а виконується рядок за рядком з допомогою спеціальної програми-інтерпретатора.
Головні відмінності між компільованими й інтерпретованими мовами:
- швидкість виконання програми, компільованої в машинний код, перевершує швидкість інтерпретованої програми, як правило, в десятки і сотні разів;
- у разі використання компілятора, при внесенні змін у початковий код програми, перш ніж ці зміни можна буде побачити в роботі програми, необхідно виконати компіляцію сирцевого тексту.

У загальному випадку, будь-яка мова може бути компільованою і інтерпретованою, так що це розділення належить до практики застосування мови, а не є її властивістю. При цьому, для багатьох мов існує відмінність у продуктивності між компільованою та інтерпретованою реалізацією.
Велика кількість мов, включаючи BASIC, C, Lisp, Pascal і Python, мають обидві реалізації. У Java використовується JIT-компіляція для генерації машинного коду, хоча спочатку він переводиться в інтерпретавану форму. Мови Microsoft .NET Framework компілюються в Common Intermediate Language, яка під час виконання компілюється в машинний код. Більшість реалізацій Lisp дозволяють змішувати обидва види коду.

## Інтерпретовані мови програмування
- APL
  - J
- ASP
- BASIC (деякі версії)
  - thinBasic
- COBOL
- ECMAScript
  - ActionScript
  - DMDScript
  - E4X
  - JavaScript
  - JScript
- Освітні та системні рішення
  - GNU Octave
  - IDL
  - Mathematica
  - MATLAB
- Euphoria (інтерпретована чи компільована)
- Forth
- Game Maker Language
- Inform
- Lava
- Madness Script
- Perl
- PHP
- Python
- Lisp
  - Scheme
  - Logo
- MUMPS (новітні версії компільовані)
- R
- REXX
- Ruby
  - JRuby (реалізації Java в Ruby)
- Smalltalk
  - Bistro
  - Dolphin Smalltalk
  - F-Script
  - Little Smalltalk
  - Squeak
  - VisualAge
  - VisualWorks
- Scripting languages
  - WebDNA
- Електронна таблиця
  - Excel
- S
- Tcl
  - XOTcl

## Приклад
Програма helloworld на мові Python може містити лише один рядок:
```
 
print
(
"Hello world!"
)

```

Інтерпретатор цієї мови (який сам, у свою чергу, написаний на звичайній мові програмування) зможе виконати цю програму і вивести результат.

## Зноски
1. ↑  Application programming on z/OS: Compiled versus interpreted languages. www.ibm.com (амер.). Процитовано 7 листопада 2024.